# エレベーターのパラドックス
エレベーターのパラドックスは、アメリカの物理学者ジョージ・ガモフとマーヴィン・スターンの2人が考案したパラドックス。

## 概要
A氏が、あるビルの高層階にいるとする。A氏は下に降りたいのだが、やって来るのはなぜか昇りのエレベーターばかりであった。昇りエレベーターの場合、自分の階より高層で呼び出されていたり、すでに乗客がいて自分の階より高層階を指定していれば通過してしまう。殆どの高層ビルでは、エレベーターは同じ建物に複数台（少なくとも2台は）ある。当然その動きはバラバラのはずである。それから考えると、自分の階に下りのエレベーターがやって来てもいいはずだが、なぜか自分の階にやって来るのは昇りエレベーターばかりである。
この奇妙な現象をパラドックスと呼び、検証したのがこの「エレベーターのパラドックス」である。

## 実験
まず「自分がいるのが、5階建てのビルの4階」という場面を想定する。
- エレベーターが4階以上（4・5階）にある回数
- エレベーターが3階以下（1 - 3階）にある回数

この2つと試行（測定）回数を測定し、そこから「エレベーターの前に立ったとき、それが下向きである確率」を求める。

## 仮定
- 5階建ての建物において、任意に4階でエレベーターの位置を確認し、今エレベーターがどこにいるかを観測する。
- 「利用階数に偏りが無い」と仮定する（例えば3階以上は個人所有で、2階は店舗などというビルは考えない）。

## 考察
まず、種々を代価する記号を設定しておく。
- エレベーター全体の空間=α
- 下向きのエレベーターに乗れる確率（エレベーターが4・5階にある確率）=β
- エレベーターの幅=γ
- 階の高さ=δ
- 求める確率=ε

この場合、このエレベーターの空間αの面積[αx]と、βが発生するエリアの面積[βy]は
αx=γ×δ×5
βy=γ×δ×2
となる。つまり「エレベーターの前に立ったとき、それが下向きである確率」[Σ]は、
Σ=βx/αx=2×β×δ/5×β×δ=2/5=0.4　
となる。

## 実際の高層エレベーターでは
実際のエレベーターでは自動運転システムを採用し、各階からの呼び出しに対して最も近いかごを配送する仕組みとなっている。また呼び出された順に応答する仕組みとなっているため、エレベーターの運搬能力よりも呼び出された機会値に運用が依存しており、渋滞問題を発生させやすい構造となっている。各階からの呼び出しが完全に確率的（ランダム）である場合、複数のかごの最適配置は分散度がもっとも高い状態にあるのが良い。この場合あるかごが利用者に呼び出され、行き先階を指定された段階で分散度を確保するために未利用の他のかごも移動させる（回送運転）のが望ましい。乗降時に待機時間があるため、現実の運用では1階（基礎フロア）を起点とした団子運転が発生しやすく、エスカレーター・階段はエレベーター呼び出しにともなう機会損失の問題を回避するための有効な手段であり、顧客満足を重視した百貨店やホテルなどのビルではエレベーターとエスカレーターの平行運用は有効な手段となっている。超高層ビルのスカイデッキなどにも上下フロアへのバイパスとして利用される。
高層エレベータの運用においては、低層・中層・高層階専用など1階フロアを起点とした強制通過の運用システムを導入したり、日別・時間別の運用状況をデータ化して団子運転を解消・回避するシステムなどが開発されている。（エレベーター・待ち行列理論・渋滞の各項を参照）